# Den evige Stad (film fra 1923)
Den evige Stad er en amerikansk stumfilm fra 1923 af George Fitzmaurice.

## Medvirkende
- Barbara La Marr som Donna Roma
- Bert Lytell som David Rossi
- Lionel Barrymore som Baron Bonelli
- Richard Bennett som Bruno
- Montagu Love som Minghelli
- William Ricciardi
- Betty Bronson